# 兩餸飯

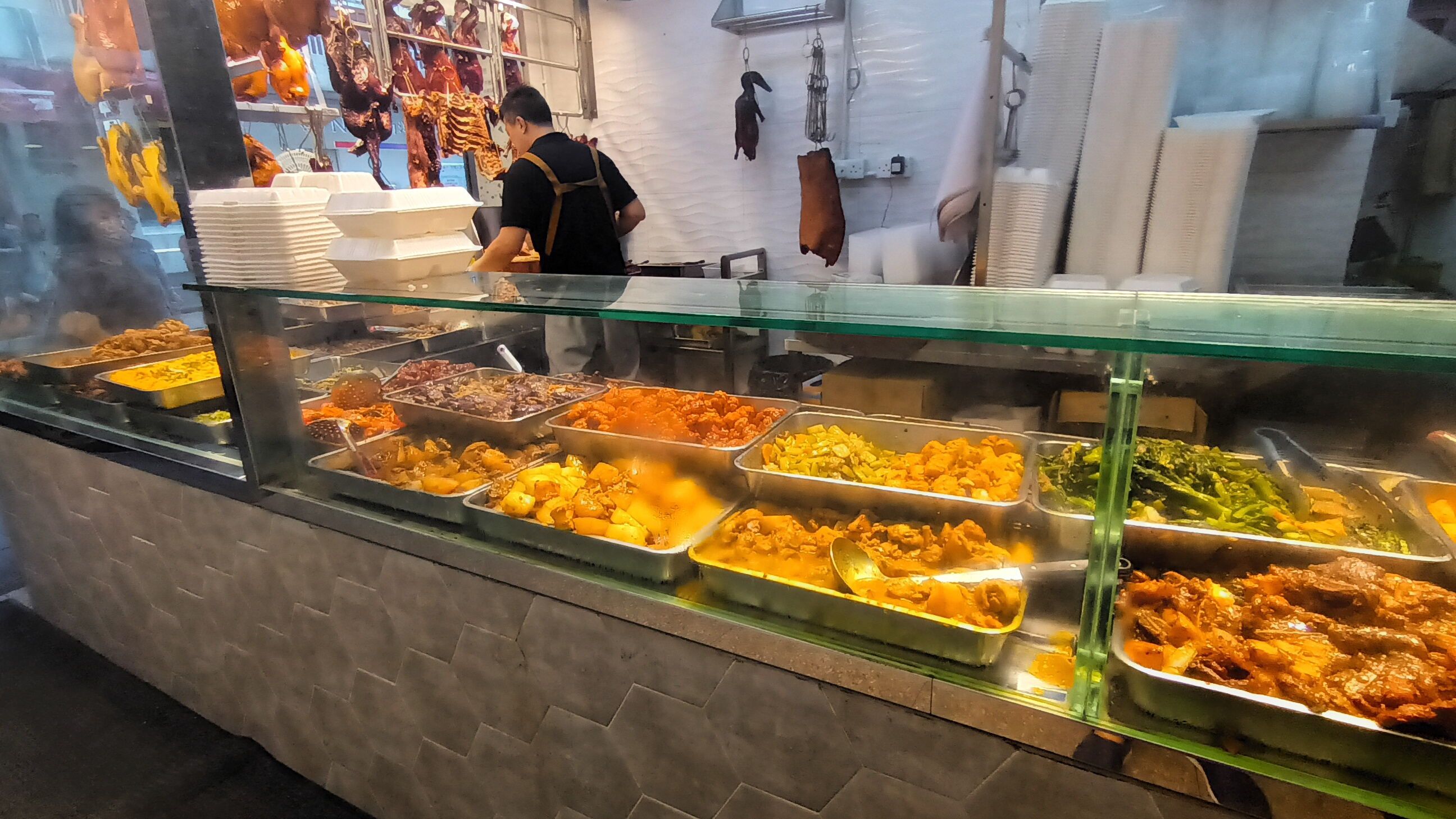
香港一間售賣兩餸飯的燒味店，把菜式放在玻璃櫃內以供顧客選擇

兩餸飯是售價低廉的飯盒或碟飯，主要於香港流行；通常由兩款顧客自選的家常小菜及份量足夠吃飽的米飯組成，因此取名為兩餸飯。

## 概要

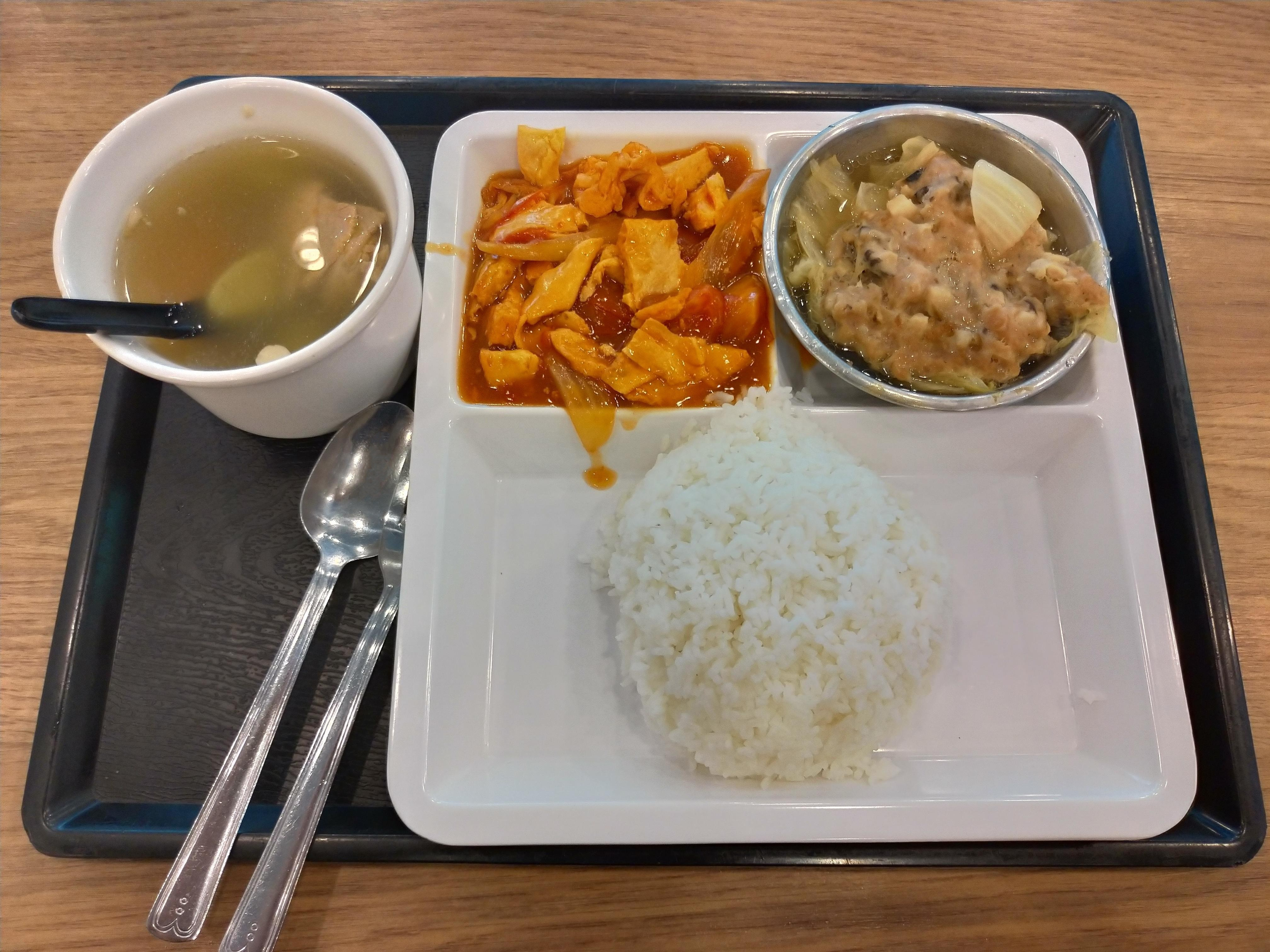
一份魷魚蒸肉餅、番茄時蔬配上米飯並附上例湯的兩餸飯套餐，香港有部分快餐店的兩餸飯使用特製方形碟盛放兩款餸菜及米飯，可依照顧客的選擇放入載有餸菜的小碟子，這種有一大兩小間格的特製三格方形碟，曾於1990年代初起在港式快餐店流行一時，後來在市面的主流快餐店漸漸少見，之後在部分如設在大型商廈、醫院及院校內的職工或師生快餐店才較容易見到

兩餸飯並非新事物，早於1980年代已存在於香港工廠、醫院、機場及碼頭等的職工飯堂，以及設於大專院校的師生飯堂，作為一種碟頭飯供顧客於店內食用，也可裝在飯盒供客人外賣，在2000年代初已有兩餸飯外賣店專門提供這種飯菜。兩餸飯在嚴重急性呼吸系統綜合症疫情於2003年2月傳入香港後曾經流行一時，當時疫情一度擴大，食店沒有顧客入內用餐，除了多了兩餸飯外賣店，也有部分餐廳改賣兩餸飯飯盒，隨後經濟復甦，兩餸飯專門店數量減少，但部分茶餐廳仍然有售，草根階層市民也常以兩餸飯裹腹。
2020年1月尾因為2019冠狀病毒傳入香港，在疫情影響下各類食店都變得冷清，而在全球防控疫情下，很多經濟活動都陷入停頓，從事旅遊、客運及餐飲的部分市民直接受到疫情打擊，收入大減，加上2020年3月起禁止食店在晚上6時後提供堂食，這項限制措施斷斷續續一直持續至2022年年中，期間在晚市仍然營業的食店只能提供外賣，很多茶餐廳惟有順應時勢改賣兩餸飯維持收入，只售賣兩餸飯外賣飯盒的專門店亦再次復興，也有不少食店，包括連鎖經營的港式快餐店也因應在晚市只能提供外賣，於是推出自選兩餸、三餸及湯水，但不包括白飯的套餐，顧客也可以加錢購買白飯，雖然買「淨餸」的價錢會比連白飯的兩餸飯飯盒高，但是「淨餸」餐盒的餸菜份量會比供一人食用的兩餸飯飯盒多，再配上在家中煮好的米飯，便可與家人一起分享買回家的餸菜。美國駐港總領事梅儒瑞也曾經到兩餸飯店排隊購買兩餸飯外賣，並且稱實惠又好味。就連中國遊客也在香港街頭品嚐兩餸飯飯盒。主力售賣兩餸飯的食店通常會將放有各式餸菜的器皿擺放在透明的櫥窗內，方便顧客觀看有沒有心儀選購的餸菜，當客人點菜後，店員便隨即將客人選擇的餸菜裝到盛放有白飯的飯盒或碟子，客人付款便可將飯盒拿走或在店內食用碟飯。
受到疫情影响，香港經濟受損，有不少市民失業，失去主要收入來源，相比起茶餐廳、美式快餐及港式快餐，兩餸飯因為便宜、分量又足夠，成為失業及低收入人士在午、晚餐的必然之選。此外，近年香港的食材價格飆升，買兩餸飯回家吃比起自己去街市、超市買鎹煮飯更為實惠。

### SARS疫情
兩餸飯在嚴重急性呼吸系統綜合症疫情於2003年2月傳入香港後，曾經流行一時；當時疫情一度擴大，食店沒有顧客入內用餐。
除了多了兩餸飯外賣店，有部分餐廳改賣兩餸飯飯盒。隨後經濟復甦，兩餸飯專門店數量減少，但部分茶餐廳仍然有售，草根階層市民也常以兩餸飯裹腹。

### 冠狀病毒病疫情
由於2019冠狀病毒傳入香港，香港經濟受損，有不少市民失業，失去主要收入來源。
在疫情影響下。很多經濟活動都陷入停頓，從事旅遊、客運及餐飲的部分市民直接受到疫情打擊，各類食店都變得冷清，收入大減。
再加上2020年3月起禁止食店在晚上6時後提供堂食，這項限制措施斷斷續續，一直持續至2022年年中，期間在晚市仍然營業的食店只能提供外賣。
很多茶餐廳惟有順應時勢，改賣兩餸飯，維持收入。只售賣兩餸飯外賣飯盒的專門店因而再次復興。也有不少食店，包括連鎖經營的港式快餐店，因應在晚市只能提供外賣，於是推出自選兩餸、三餸及湯水，但不包括白飯的套餐，顧客也可以加錢購買白飯。

## 特色

### 服務時段
只售賣兩餸飯的食店，通常只在午餐及晚餐時段服務，較少提供早餐及下午茶。

### 點餐方式
主力售賣兩餸飯的食店，通常會將放有各式餸菜的器皿擺放在透明的櫥窗內，方便顧客觀看有沒有心儀選購的餸菜。
當客人點菜後，店員便隨即將客人選擇的餸菜裝到盛放有白飯的飯盒或碟子。客人付款，便可將飯盒拿走或在店內食用碟飯。
香港有部分快餐店的兩餸飯使用特製方形碟，盛放兩款餸菜及米飯，可依照顧客的選擇放入載有餸菜的小碟子。
兩餸飯的店鋪至少有十餘款餸菜可供選擇，當中最少有近一半的餸菜會每天轉換款式，減少經常要吃相同餸菜的機會，避免顧客吃厭；同時，米飯和餸菜通常裝到填滿整個飯盒，使顧客感到份量充足，物有所值。
相比酒樓、茶餐廳、大牌檔、西餐廳及港式快餐店等食肆，兩餸飯店的餸菜由於是預先烹調好，並由廚房在午餐或晚餐時段持續烹調及補充類似的餸菜，顧客可以向服務員直接選取已煮好的餸菜，無需花時間等待廚房出餐、在水吧排隊或等待叫號取餐。
顧客在兩餸飯店由點菜、付款至拿取飯菜的流程，很快便能夠完成，可以省下不少在店內等候出餐的時間。不過，有部分較熱門的兩餸飯專賣店，在午餐及晚餐時間或要在店外排隊，輪候點菜及付款，甚至出現大排長龍。

### 性價比
大部分出售兩餸飯的店鋪可以讓客人加錢，選擇更多種類的餸菜，如三餸飯是指三款小菜及米飯的飯盒。
相比同樣屬於中下階層平民食肆的茶餐廳及港式快餐店，在兩餸飯店可以用便宜得多的價格買到相似的飯菜，至於質素則因店而異。
雖然買「淨餸」的價錢會比連白飯的兩餸飯飯盒高，但是「淨餸」餐盒的餸菜份量，會比供一人食用的兩餸飯飯盒多，再配上在家中煮好的米飯，便可與家人一起分享買回家的餸菜。
相比起茶餐廳、美式快餐及港式快餐，兩餸飯因為便宜、分量又足夠，成為失業及低收入人士在午、晚餐的必然之選。此外，近年香港的食材價格飆升，買兩餸飯回家吃比起自己到街市、超市購買餸菜煮飯更為實惠。

## 菜式
兩餸飯的菜式多是香港常見的港式及粵式小菜，如炒椰菜或菜心、炒椰菜花或西蘭花、魷魚乾或鹹蛋蒸肉餅、粟米魚塊、蒸水蛋、南乳炆豬手、番茄炒蛋、咕嚕肉、豬腩肉、魚香茄子、咖哩雞、西檸雞、羅漢齋、梅菜扣肉、豆豉炒雞球、勝瓜或翠玉瓜炒肉片、節瓜伴粉絲蝦米、椒鹽豬扒等。

## 譯名
兩餸飯在英語中被譯為“Rice with Two Sides”、“Two dishes with rice”（《紐約時報》翻譯）、“Two-dish mealboxes”、“1 Side with 2 Entrees”、“This This Rice”等，意指其包含兩種菜式、點餐時以手指指向菜式。來表達選擇等特質。

## 文化影響
美國駐港總領事梅儒瑞曾到兩餸飯店排隊購買兩餸飯外賣，並且稱實惠又好味。就連中國遊客也在香港街頭品嚐兩餸飯飯盒。

## 外部連結
- 香港兩餸飯地圖（頁面存檔備份，存於互聯網檔案館）